# Atletik under sommer-OL 2024 - 400 meter løb (damer)
Kvindernes 400 meter ved Sommer-OL 2024 blev afholdt i fire runder på Stade de France i Paris, Frankrig, mellem den 5. og 9. august 2024.
Det var sekstende gang, at kvindernes 400 meter blev konkurreret ved Sommer-OL. I alt 48 atleter var i stand til at kvalificere sig til stævnet efter startstandard eller rangliste.

## Resultater

### Heats
Heats er planlagt til at blive afholdt den 5. august med start kl. 11:55 (UTC+2) om morgenen. 48 atleter kvalificerede sig til første runde efter kvalifikationstid eller verdensrangering.

#### Heat 1
| Rangering | Bane | Atlet                     | Nation      | Tid   | Noter |
| --------- | ---- | ------------------------- | ----------- | ----- | ----- |
| 1         | 3    | Salwa Eid Naser           | Bahrain     | 49.91 | Q     |
| 2         | 8    | Stacey-Ann Williams       | Jamaica     | 50.16 | Q, SB |
| 3         | 4    | Andrea Miklós             | Rumænien    | 50.54 | Q, PB |
| 4         | 2    | Gabby Scott               | Puerto Rico | 50.74 | NR    |
| 5         | 5    | Kendall Ellis             | USA         | 51.16 |       |
| 6         | 6    | Sophie Becker             | Irland      | 51.84 |       |
| 7         | 9    | Tereza Petržilková        | Tjekkiet    | 51.92 |       |
| 8         | 7    | Modesta Justė Morauskaitė | Litauen     | 52.00 | SB    |

#### Heat 2
| Rangering | Bane | Atlet                  | Nation         | Tid   | Noter |
| --------- | ---- | ---------------------- | -------------- | ----- | ----- |
| 1         | 8    | Nickisha Pryce         | Jamaica        | 50.02 | Q     |
| 2         | 7    | Laviai Nielsen         | Storbritannien | 50.36 | Q     |
| 3         | 2    | Henriette Jæger        | Norge          | 50.39 | Q     |
| 4         | 4    | Justyna Święty-Ersetic | Polen          | 50.95 | SB    |
| 5         | 6    | Ellie Beer             | Australien     | 51.47 | PB    |
| 6         | 5    | Lina Licona            | Colombia       | 51.85 |       |
| 7         | 3    | Zoe Sherar             | Canada         | 51.97 |       |

#### Heat 3
| Rangering | Bane | Atlet            | Nation         | Tid   | Noter |
| --------- | ---- | ---------------- | -------------- | ----- | ----- |
| 1         | 8    | Amber Anning     | Storbritannien | 49.68 | Q     |
| 2         | 2    | Lieke Klaver     | Holland        | 49.96 | Q     |
| 3         | 6    | Paola Morán      | Mexico         | 51.04 | Q     |
| 4         | 9    | Martina Weil     | Chile          | 51.15 |       |
| 5         | 7    | Alice Mangione   | Italien        | 51.60 |       |
| 6         | 3    | Ella Onojuvwevwo | Nigeria        | 51.65 |       |
| 7         | 4    | Tiffani Marinho  | Brasilien      | 52.62 |       |
| 8         | 5    | Cátia Azevedo    | Portugal       | 52.73 |       |

#### Heat 4
| Rangering | Bane | Atlet               | Nation         | Tid     | Noter    |
| --------- | ---- | ------------------- | -------------- | ------- | -------- |
| 1         | 4    | Natalia Kaczmarek   | Polen          | 49.98   | Q        |
| 2         | 9    | Roxana Gómez        | Cuba           | 50.38   | Q, SB    |
| 3         | 5    | Sada Williams       | Barbados       | 50.45   | Q        |
| 4         | 6    | Victoria Ohuruogu   | Storbritannien | 50.93   |          |
| 5         | 3    | Gunta Vaičule       | Letland        | 51.13   |          |
| 6         | 2    | Helena Ponette      | Belgien        | 51.75   |          |
| 7         | 7    | Shaunae Miller-Uibo | Bahamas        | 2:29.29 |          |
|           | 8    | Esther Joseph       | Nigeria        | DQ      | TR17.2.3 |

#### Heat 5
| Rangering | Bane | Atlet                | Nation                    | Tid   | Noter |
| --------- | ---- | -------------------- | ------------------------- | ----- | ----- |
| 1         | 5    | Marileidy Paulino    | Den Dominikanske Republik | 49.42 | Q     |
| 2         | 7    | Aaliyah Butler       | USA                       | 50.52 | Q     |
| 3         | 6    | Susanne Gogl-Walli   | Østrig                    | 50.67 | Q, PB |
| 4         | 8    | Sharlene Mawdsley    | Irland                    | 50.71 | PB    |
| 5         | 4    | Aliyah Abrams        | Guyana                    | 51.55 | SB    |
| 6         | 9    | Lurdes Gloria Manuel | Tjekkiet                  | 52.20 |       |
| 7         | 2    | Kiran Pahal          | Indien                    | 52.51 |       |
| 8         | 3    | Cynthia Bolingo      | Belgien                   | 52.77 | SB    |

#### Heat 6
| Rangering | Bane | Atlet             | Nation    | Tid   | Noter  |
| --------- | ---- | ----------------- | --------- | ----- | ------ |
| 1         | 5    | Rhasidat Adeleke  | Irland    | 50.09 | Q      |
| 2         | 7    | Alexis Holmes     | USA       | 50.35 | Q      |
| 3         | 8    | Junelle Bromfield | Jamaica   | 51.36 | Q      |
| 4         | 2    | Miranda Coetzee   | Sydafrika | 51.58 |        |
| 5         | 6    | Lada Vondrová     | Tjekkiet  | 51.80 |        |
| 6         | 3    | Lauren Gale       | Canada    | 53.13 |        |
| 7         | 4    | Evelis Aguilar    | Colombia  | 53.36 |        |
|           | 9    | Nicole Caicedo    | Ecuador   | DQ    | TR16.8 |

### Opsamlingsheats
Opsamlingsheatsene blev afholdt den 6. august, startende klokken 11:20 (UTC+2).

#### Heat 1
| Rangering | Bane | Atlet                  | Nation   | Resultater | Noter |
| --------- | ---- | ---------------------- | -------- | ---------- | ----- |
| 1         | 5    | Ella Onojuvwevwo       | Nigeria  | 50.59      | Q     |
| 2         | 4    | Justyna Święty-Ersetic | Polen    | 50.89      | SB    |
| 3         | 3    | Sharlene Mawdsley      | Irland   | 51.18      |       |
| 4         | 7    | Tereza Petržilková     | Tjekkiet | 51.46      | SB    |
| 5         | 8    | Aliyah Abrams          | Guyana   | 51.84      |       |
| 6         | 6    | Kiran Pahal            | Indien   | 52.59      |       |

#### Heat 2
| Rangering | Bane | Atlet                     | Nation      | Resultater | Noter |
| --------- | ---- | ------------------------- | ----------- | ---------- | ----- |
| 1         | 4    | Gabby Scott               | Puerto Rico | 50.52      | Q, NR |
| 2         | 8    | Miranda Coetzee           | Sydafrika   | 50.66      | q, PB |
| 3         | 5    | Lurdes Gloria Manuel      | Tjekkiet    | 50.81      | q     |
| 4         | 6    | Modesta Justė Morauskaitė | Litauen     | 51.33      | PB    |
| 5         | 7    | Helena Ponette            | Belgien     | 51.46      | PB    |
| 6         | 3    | Martina Weil              | Chile       | 51.79      |       |
| 7         | 2    | Shaunae Miller-Uibo       | Bahamas     | 53.50      |       |

#### Heat 3
| Rangering | Bane | Atlet             | Nation         | Resultat | Noter |
| --------- | ---- | ----------------- | -------------- | -------- | ----- |
| 1         | 8    | Victoria Ohuruogu | Storbritannien | 50.59    | Q, SB |
| 2         | 2    | Gunta Vaičule     | Letland        | 50.93    |       |
| 3         | 6    | Alice Mangione    | Italien        | 51.07    | PB    |
| 4         | 4    | Ellie Beer        | Australien     | 51.65    |       |
| 5         | 5    | Cátia Azevedo     | Portugal       | 52.04    | SB    |
| 6         | 3    | Lauren Gale       | Canada         | 52.68    |       |
| 7         | 7    | Evelis Aguilar    | Colombia       | 52.86    | SB    |

#### Heat 4
| Rangering | Bane | Atlet           | Nation    | Resultat | Noter |
| --------- | ---- | --------------- | --------- | -------- | ----- |
| 1         | 8    | Kendall Ellis   | USA       | 50.44    | Q     |
| 2         | 6    | Sophie Becker   | Irland    | 51.28    |       |
| 3         | 7    | Zoe Sherar      | Canada    | 51.43    |       |
| 4         | 4    | Lina Licona     | Colombia  | 51.90    |       |
| 5         | 5    | Lada Vondrová   | Tjekkiet  | 52.15    |       |
| 6         | 2    | Tiffani Marinho | Brasilien | 52.32    |       |
|           | 3    | Cynthia Bolingo | Belgien   | DNS      |       |

### Semifinaler
Semifinalerne er planlagt til afholdelse 7. august, med start klokken 20:45 (UTC+2).

#### Semifinale 1
| Rangering | Bane | Atlet             | Nation         | Tid   | Noter |
| --------- | ---- | ----------------- | -------------- | ----- | ----- |
| 1         | 7    | Salwa Eid Naser   | Bahrain        | 49.08 | Q, SB |
| 2         | 8    | Rhasidat Adeleke  | Irland         | 49.95 | Q     |
| 3         | 4    | Henriette Jæger   | Norge          | 50.17 | q     |
| 4         | 6    | Lieke Klaver      | Holland        | 50.44 |       |
| 5         | 3    | Victoria Ohuruogu | Storbritannien | 51.14 |       |
| 6         | 5    | Aaliyah Butler    | USA            | 51.18 |       |
| 7         | 2    | Gabby Scott       | Puerto Rico    | 51.22 |       |
| 8         | 9    | Junelle Bromfield | Jamaica        | 51.93 |       |

#### Semifinale 2
| Rangering | Bane | Atlet                | Nation                    | Tid   | Noter |
| --------- | ---- | -------------------- | ------------------------- | ----- | ----- |
| 1         | 6    | Marileidy Paulino    | Den Dominikanske Republik | 49.21 | Q     |
| 2         | 5    | Alexis Holmes        | USA                       | 50.00 | Q     |
| 3         | 7    | Laviai Nielsen       | Storbritannien            | 50.69 |       |
| 4         | 8    | Nickisha Pryce       | Jamaica                   | 50.77 |       |
| 5         | 9    | Andrea Miklós        | Rumænien                  | 50.78 |       |
| 6         | 3    | Ella Onojuvwevwo     | Nigeria                   | 51.05 |       |
| 7         | 4    | Susanne Gogl-Walli   | Østrig                    | 51.17 |       |
| 8         | 2    | Lurdes Gloria Manuel | Tjekkiet                  | 51.42 |       |

#### Semifinale 3
| Rangering | Bane | Atlet               | Nation         | Tid   | Noter |
| --------- | ---- | ------------------- | -------------- | ----- | ----- |
| 1         | 7    | Natalia Kaczmarek   | Polen          | 49.45 | Q     |
| 2         | 6    | Amber Anning        | Storbritannien | 49.47 | Q, PB |
| 3         | 4    | Sada Williams       | Barbados       | 49.89 | q     |
| 4         | 2    | Kendall Ellis       | USA            | 50.40 |       |
| 5         | 5    | Roxana Gómez        | Cuba           | 50.48 |       |
| 6         | 9    | Paola Morán         | Mexico         | 50.73 |       |
| 7         | 8    | Stacey-Ann Williams | Jamaica        | 50.79 |       |
| 8         | 3    | Miranda Coetzee     | Sydafrika      | 51.60 |       |

### Finale
Finalen er planlagt til at blive afholdt den 9. august med start kl. 21:40 (UTC+2) om aftenen.
| Rangering                        | Bane | Atlet             | Nationalitet              | Tid   | Noter  |
| -------------------------------- | ---- | ----------------- | ------------------------- | ----- | ------ |
| 1                                | 6    | Marileidy Paulino | Den Dominikanske Republik | 48.17 | OR, AR |
| 2. plads, sølvmedaljemodtager(e) | 8    | Salwa Eid Naser   | Bahrain                   | 48.53 | SB     |
| 3                                | 7    | Natalia Kaczmarek | Polen                     | 48.98 |        |
| 4                                | 4    | Rhasidat Adeleke  | Irland                    | 49.28 |        |
| 5                                | 5    | Amber Anning      | Storbritannien            | 49.29 | NR     |
| 6                                | 9    | Alexis Holmes     | USA                       | 49.77 | PB     |
| 7                                | 2    | Sada Williams     | Barbados                  | 49.83 |        |
| 8                                | 3    | Henriette Jæger   | Norge                     | 49.96 |        |